# François Rabaté
Pour les articles homonymes, voir Rabaté.
 (février 2010).
Si vous disposez d'ouvrages ou d'articles de référence ou si vous connaissez des sites web de qualité traitant du thème abordé ici, merci de compléter l'article en donnant les références utiles à sa vérifiabilité et en les liant à la section « Notes et références ».
François Rabaté est un politologue[réf. nécessaire], journaliste et documentariste français.
Il a été professeur agrégé de lettres modernes et enseignant en Sciences de l'Art à l'université de Paris I avant de devenir chercheur à l'Institut de l'audiovisuel et des télécommunications en Europe (IDATE), professeur associé à l'université d'Avignon, journaliste (notamment spécialisé dans les médias) et réalisateur de télévision. Intellectuel et réalisateur respecté[réf. nécessaire], il a écrit plusieurs ouvrages sur les médias et la télévision, et un ouvrage intitulé Israël-Palestine: les combattants de l'ombre. Il a été rédacteur en chef des émissions de télévision Funambule (TV5) et Cas d'école (France 5). Il a réalisé des documentaires sur divers sujets: le kitsch et les nains de jardin, la prison, les communautés (Noires Mémoires et Mémoires d'Esclavage), le conflit israélo-palestinien (La Guerre de l’Ombre, sur France 2 et Mon Très Cher Ennemi, sur France 2, France 5 et TV5) ou encore le scoutisme (Histoires de scouts).

## Filmographie
- Cent ans de scoutisme est une mini-série contenant les documentaires Paroles de scouts (30 minutes) et Histoires de scouts (55 minutes), réalisée par François Rabaté, Madeleine Sultan et Franck Poirier, diffusée en 2007 sur France Télévision pour le centième anniversaire de la création du scoutisme, et éditée en DVD chez Le Jour du Seigneur Édition, Paris.
Distribution sélective
- Jean-Jacques Goldman : ancien éclaireur de France.
- Hugues Aufray : dont les chansons sont régulièrement chantées par les scouts.
- Jacques Maillot : ancien scout de France, fondateur de Nouvelles Frontières.
- Michel Seyrat : ancien dirigeant national des Scouts de France & historien du scoutisme.
- Dominique Miollan : ancienne guide, éditrice.
- Les scouts d’Yerres : branche scout (11 à 15 ans).
- Les scouts de Saint-Nom-la-Bretèche : branche pionniers (14 à 17ans).

Résumé
Cette mini-série documentaire permet de découvrir des images et des témoignages filmés au cours d'un camp péniche avec les pionniers, autour d'un feu de veillée avec Hugues Aufray, lors d’une promesse… ou dans le car qui revient à la ville à la suite d'un weekend scout, mais aussi des documents d’archives sur l’histoire du scoutisme, commentés par Michel Seyrat, historien du scoutisme.
. Ces deux films mêlent histoire et permanence du scoutisme, depuis les moments fondateurs jusqu'à ce que les scouts d’aujourd’hui en disent.